# Kloster Marmosoglio
Das Kloster Marmosoglio (Santa Maria di Marmosoglio oder Marmosolium) ist eine ehemalige Zisterzienserabtei in der Region Latium, Italien. Es lag im Gebiet der Diözese Velletri. Die genaue Lage ist nicht bekannt. Angegeben wird (ohne Beleg) der Bereich von Cisterna di Latina.

## Geschichte
Im Jahr 1167 wurde das bereits im Jahr 1152 bestehende Kloster von einer Gruppe von Mönchen aus Kloster Fossanova besiedelt. Es gehörte damit der Filiation der Primarabtei Clairvaux an. Das Kloster stellte mehrere Bischöfe. Noch 1373 ist Marmosoglio als Zisterzienserkloster belegt. Bei der apostolischen Kammer wurde das Kloster auf ein Jahreseinkommen von 40 Gulden geschätzt. Nach 1373 gibt es keine Hinweise auf das Kloster mehr. Die Auflösung wird (ohne Beleg) auf 1396 datiert. Als Tochterkloster wird der Abtei das Kloster Valvisciolo in Sermoneta (weit auseinandergehende Angaben über die Gründung, aufgehoben 1807, Wiederbesiedlung 1864, wohl erst im 14. oder 15. Jahrhundert zisterziensisch und zuvor Templerniederlassung) mit einer Fassade im Zisterzienserstil zugeschrieben, jedoch sind auch andere Ableitungen als von Kloster Marmosoglio zu finden.

## Anlage und Bauten
Die Klosteranlage ist völlig verschwunden. 